# Tōin Saneyasu
Tōin Saneyasu (洞院 実泰, também conhecido como Tōin Sadaijin, 1269 - 1327), foi o filho mais velho de Kinmori, era um kuge (nobre da corte japonesa) do período Kamakura da História do Japão.

## Histórico
Em 5 de janeiro de 1272, Saneyasu entra na Corte durante o reinado do Imperador Kameyama com a classificação de Jugoi (funcionário da Corte de quinto escalão júnior). Exatos dois anos depois, em 1274 é promovido para Shōgoi (funcionário de quinto escalão pleno). Em 18 de janeiro de 1275 durante o reinado do Imperador Go-Uda foi nomeado Jijū (moço de câmara). Em 25 de abril de 1278 foi classificado como Jushii (funcionário de quarto escalão júnior). No dia 24 de janeiro de 1279 foi nomeado Tōtōmi gonsuke (vice-governador da Província de Totomi). E em 12 de março de 1280 é nomeado Sashōshō (Sub-Comandante da ala esquerda da Guarda do Palácio). Em 5 de janeiro de 1283 Saneyasu é classificado como Shōshii (quarto escalão pleno). E em 23 de março desse ano nomeado Bingo kai (interventor da Província de Bingo) e passa a ser Sachūjō (Comandante da ala esquerda) em 26 de setembro.
Em 13 de janeiro de 1284, Saneyasu se torna Jusanmi (terceiro escalão júnior) e em 25 de fevereiro de 1286 é nomeado Sangi, dois anos depois é promovido a Shōsanmi (terceiro escalão pleno) e quando o Imperador Fushimi é entronizado foi nomeado Chūnagon e em 20 de dezembro de 1288 é nomeado kōgō miya gondaibu (vice-administrador do Palácio da Imperatriz). Em 15 de maio de 1292 foi nomeado Dainagon adjunto. Em  10 de agosto de 1298 no reinado de Imperador Go-Fushimi foi nomeado Tōgū Gonsuke (assistente do príncipe herdeiro) Kuniharu, (o futuro Imperador Go-Nijo) cargo que deixa de ocupar em 1301 quando este se torna imperador. Em 30 de dezembro de 1302 Saneyasu se torna responsável pelo Azechi (Órgão de Supervisão da Administração Publica).
Em 15 de outubro de 1309 já no governo do Imperador Hanazono Saneyasu é efetivado Dainagon e no dia 24 deste mes nomeado Daisho (Comandante) do Konoefu (Guarda do Palácio). Em 13 de março de 1315 é nomeado Naidaijin, e em 22 de outubro de 1316 nomeado Udaijin. Em 2 de julho de 1317 é classificado como Shōichii (primeiro escalão pleno).
Em 24 de agosto de 1318 já no governo do Imperador Go-Daigo foi nomeado Sadaijin cargo que ocupa até 1324, com exceção de um curto período de tempo entre 1322 e 1323.
| Precedido por Tōin Kinmori      | -- 3º Líder dos Tōin Fujiwara (1305 - 1327) | Sucedido por Tōin Kinkata         |
| Precedido por Kujō Fusazane     | 84º Sadaijin (1323 - 1324)                  | Sucedido por Takatsukasa Fuyunori |
| Precedido por Konoe Tsunehira   | 82º Sadaijin (1323 - 1324)                  | Sucedido por Kujō Fusazane        |
| Precedido por Konoe Tsunehira   | 122º Udaijin (1316 - 1318)                  | Sucedido por Kasannoin Iesada     |
| Precedido por Horikawa Tomomori | 85º Naidaijin (1315 - 1316)                 | Sucedido por Saionji Kimiaki      |

1. ↑  Hon Wajin (1995). Chūsei Chōtei Soshō no Kenkyū (em japonês). [S.l.]: Tōkyō Daiga Kushuppankai, pp. 169-171
2. ↑  Conlan, Thomas Donald (2011). From Sovereign to Symbol: An Age of Ritual Determinism in Fourteenth Century Japan (em inglês). [S.l.]: Oxford University Press, pp. 42-43. ISBN 9780199778119
3. ↑  Keiji Nagahara (1973). Chūsei-shi handobukku (em japonês). [S.l.]: Kondō shubbansha, pp. 270-272
4. ↑  The Clear Mirror: A Chronicle of the Japanese Court During the Kamakura Period (1185-1333) (em inglês). [S.l.]: Stanford University Press, p.249. 1998. ISBN 9780804763882
5. ↑  Hume, Nancy G. Japanese Aesthetics and Culture: A Reader (em inglês). [S.l.]: SUNY Press, pp. 266-267. ISBN 9781438407258